# Hôpital Henri Serruys
L'hôpital Henri Serruys est un hôpital du CPAS de la ville belge d'Ostende. À l'origine, l'hôpital appartenait aux Sœurs noires et s'appelait alors Sint-Janshospitaal. En 1829, il devient un hôpital civil, nommé ultérieurement en hommage au bourgmestre libéral Henri Serruys (1888-1952), dont un legs permet le développement de l'hôpital.

## Fusions
En 2007 et 2008, une brève fusion a lieu entre les hôpitaux d'Ostende, car l'hôpital Henri Serruys avait entamé des discussions avec l'AZ Damiaan, elle-même créée en 1999 à la suite de la fusion de l'hôpital général Heilig Hart et de l'hôpital général Sint-Jozef. En raison de l'absence d'accord sur le nombre de lits et de craintes liées à de potentielles tensions sociales, les pourparlers ont cessé.
Par la suite, l'hôpital Henri Serruys a entamé des négociations avec l'AZ Sint-Jan à Bruges, qui ont abouti à une fusion, effective le 1er janvier 2009, sous le nom « AZ Sint-Jan Brugge-Oostende AV ». L'hôpital Henri Serruys, qui est maintenant un campus du nouveau regroupement hospitalier, a été conservé.